# Newark Liberty International Airport

i7
i11
i13
Der Flughafen Newark Liberty International (auch Flughafen New York-Newark, IATA-Code: EWR, ICAO-Code: KEWR) ist ein internationaler Verkehrsflughafen im US-Bundesstaat New Jersey. Er liegt 17 Kilometer südwestlich von New York City zwischen Newark und Elizabeth und wird von der Port Authority of New York and New Jersey betrieben.
Der Flughafen dient als drittgrößtes Drehkreuz für United Airlines und wichtiger Hub für FedEx. Er war zur Zeit seiner Gründung der flächenmäßig größte Flughafen in den Vereinigten Staaten. Er ist heute nach dem Flughafen John F. Kennedy International und vor dem Flughafen LaGuardia einer der drei wichtigsten Flughäfen im Großraum New York City.

## Verkehrsanbindung
Newark verfügt über den Flughafen-Bahnhof Newark Liberty International Airport Train Station. Er liegt am Northeast Corridor und wird von NJ-Transit- und Amtrak-Zügen bedient.
Außerdem wird der Flughafen von zahlreichen Buslinien mit den umgebenden Städten verbunden.

### AirTrain Newark
Der AirTrain Newark ist eine Einschienenbahn, welche die drei Terminals, Parkhäuser und den Flughafen-Bahnhof miteinander verbindet. Die Strecke ist 4,8 Kilometer lang und wurde 1996 eröffnet. Nach Fertigstellung des neuen Terminals C zu Beginn des Jahres 1990 wurde der Betrieb erweitert. Er wird genau wie der Flughafen selbst von der Port Authority of New York and New Jersey betrieben.
Der AirTrain Newark hält an den Stationen Terminal A und P3, gefolgt von den Terminals B und C, P4 und der Raillink Station.
Zwischen den Parkhäusern und den Terminals ist die Nutzung des AirTrain kostenlos. Fahrten vom oder zum Flughafenbahnhof kosten $ 8,25. Die Gebühr ist in den von Amtrak und NJ Transit ausgestellten Tickets schon enthalten.

## Geschichte

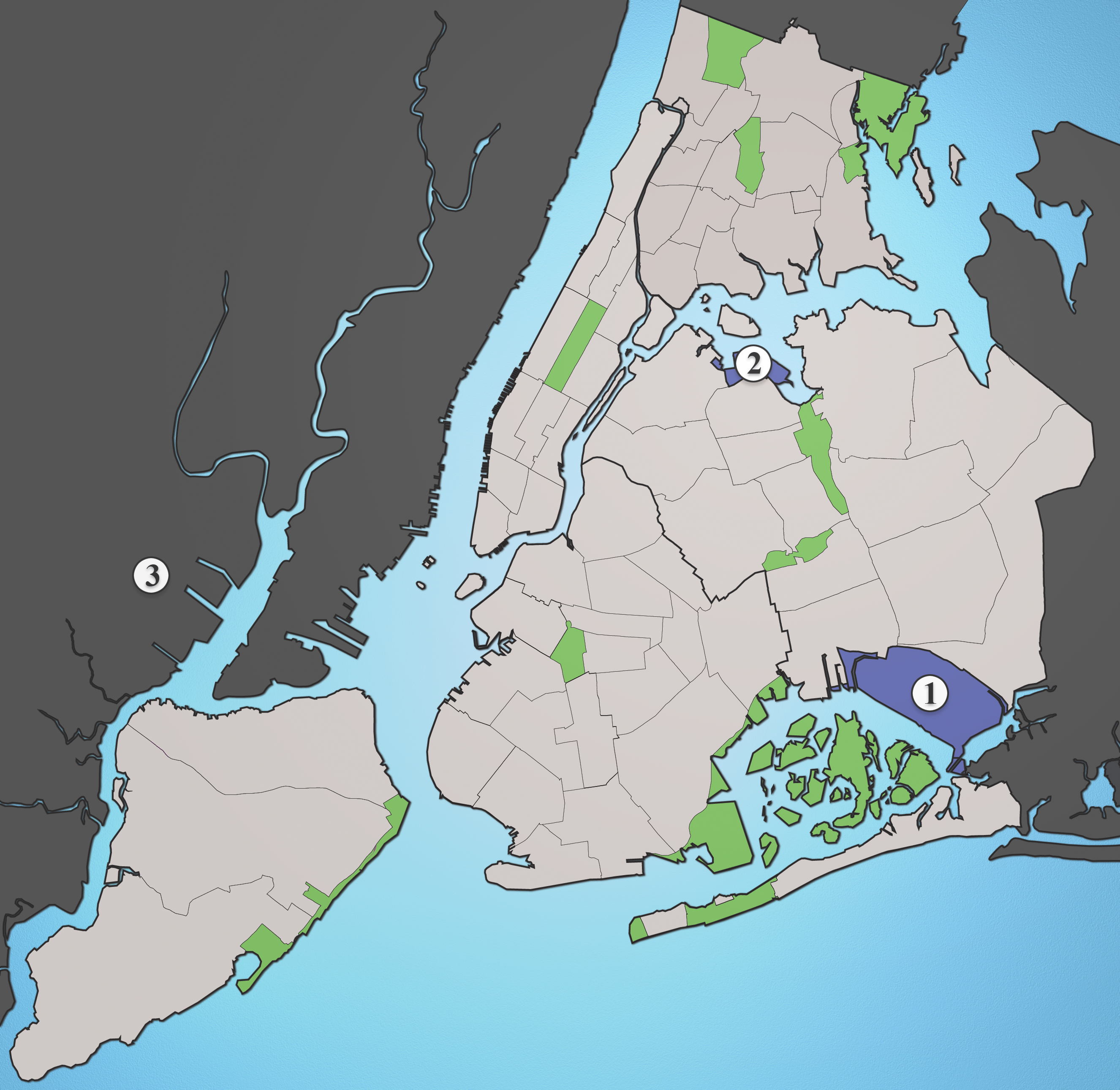
Lage der drei New Yorker Flughäfen: 1. JFK, 2. LaGuardia, 3. Newark

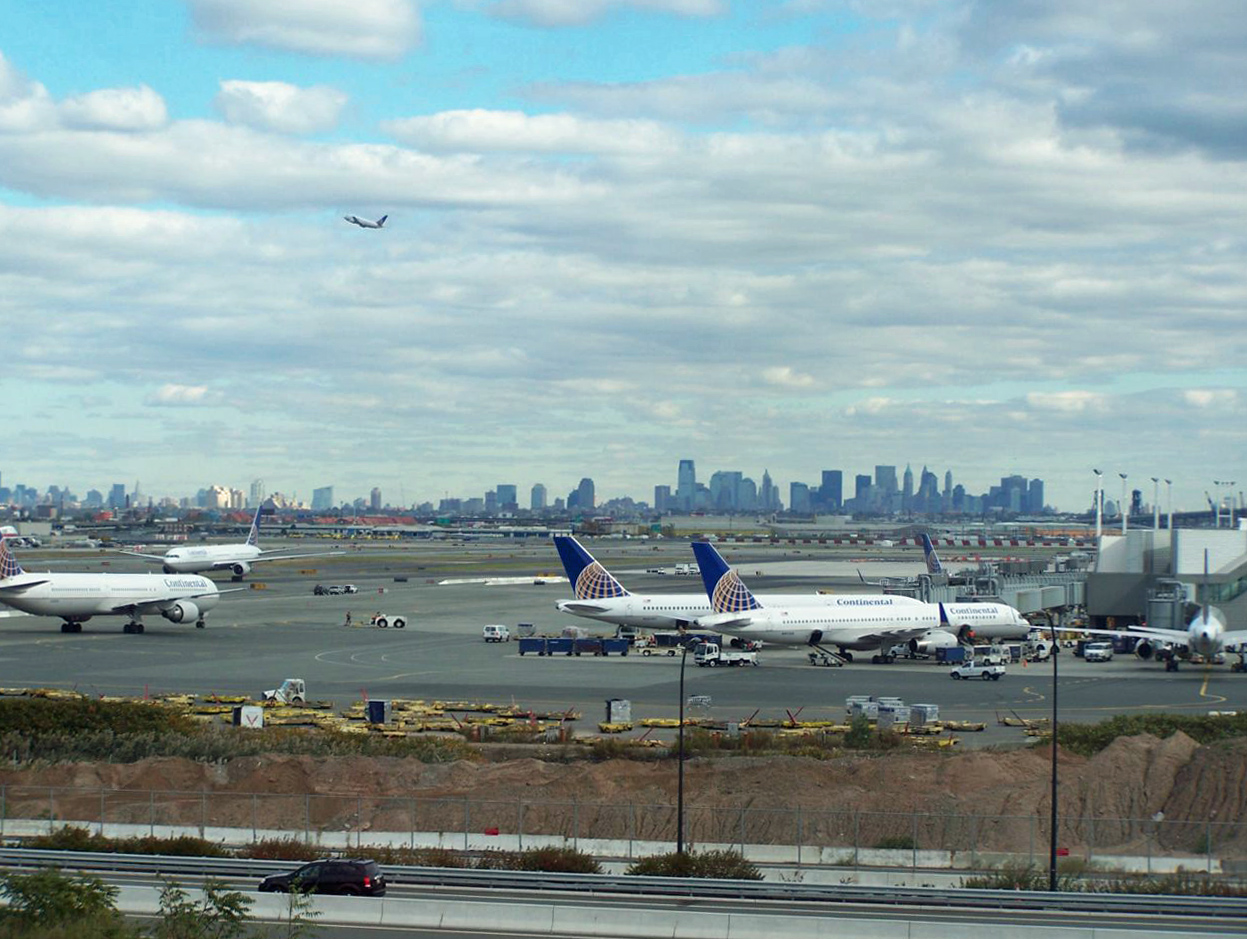
Das Rollfeld, im Hintergrund die Skyline von New York

Der Flughafen wurde am 1. Oktober 1928 als Newark Metropolitan Airport eröffnet und war der erste Flughafen in der Nähe von New York.
Bereits 1935 bekam der Flughafen das erste kommerzielle Flugzeugterminal der Welt. Newark war bis zur Eröffnung des zweiten New Yorker Flughafens LaGuardia im Jahr 1939 der verkehrsreichste Flughafen überhaupt. Zu Beginn des Zweiten Weltkrieges wurde Newark jedoch für den Passagierverkehr geschlossen und diente während des gesamten Krieges als logistischer Stützpunkt der US Army.
Im Jahr 1948 übernahm die „Port Authority of New York and New Jersey“ den Flughafen; der Passagierverkehr wurde anschließend rasch wieder aufgenommen. Die Infrastruktur wurde unter anderem mit neuen Start- und Landebahnen und Hangars stark erweitert. Bis zur Eröffnung des Nord-Terminals 1953 gab es nur ein Hauptgebäude.
In den 1970er Jahren stieg der Flughafen langsam in die Kategorie „Internationaler Flughafen“ auf. 1973 wurden die Terminals A und B errichtet, und der Flughafen nannte sich jetzt Newark International Airport.
In den 1980er Jahren entwickelte sich Newark noch schneller. Die ersten Atlantikflüge starteten 1984 von Newark nach London (geflogen von Virgin Atlantic Airways). Damit kam allmählich immer mehr Verkehr zum Flughafen. Continental Airlines baute in Newark in der Folge ein Drehkreuz seiner Flugverbindungen auf. Im Jahr 1987 wurde das Nordterminal abgerissen und 1988 das neue Terminal C eröffnet. Dort hat United Airlines, ehemals Continental Airlines, sein Hauptterminal; die meisten Flüge der Linie werden von hier bedient. Im Jahr 1996 wurde die neue Internationale Ankunftshalle im Terminal B eröffnet und die AirTrain Verbindungen zwischen den Terminals und den Parkhäusern aufgenommen. Im Jahr 2001 wurde die Monorail des Flughafens bis zum Northeast Corridor verlängert und in AirTrain Newark umbenannt.
Am 11. September 2001 startete eine Boeing 757 zum United-Airlines-Flug 93 von Newark aus, um nach San Francisco zu fliegen. Die Maschine wurde etwa eine Stunde nach dem Start von Terroristen gekidnappt und nahm nun Kurs auf Washington, D.C. Nach offiziellen Angaben versuchten die Passagiere, die Maschine wieder in ihre Gewalt zu bekommen, scheiterten jedoch, und das Flugzeug stürzte in Shanksville, Pennsylvania, auf einem Feld ab. In der Folge wurde 2002 der Zusatz „Liberty“ in den Namen des Flughafens aufgenommen.
Siehe dazu: Terroranschläge am 11. September 2001.
Im Jahr 2003 wurde Newark mit Verbindungen nach Hongkong, Singapur und Neu-Delhi zum Flughafen mit den weitesten Non-Stop-Verbindungen geehrt.
2019 verlängerte die Stadt Newark den Pachtvertrag mit der Port Authority of New York and New Jersey bis zum Jahr 2075.

## Flughafenanlagen

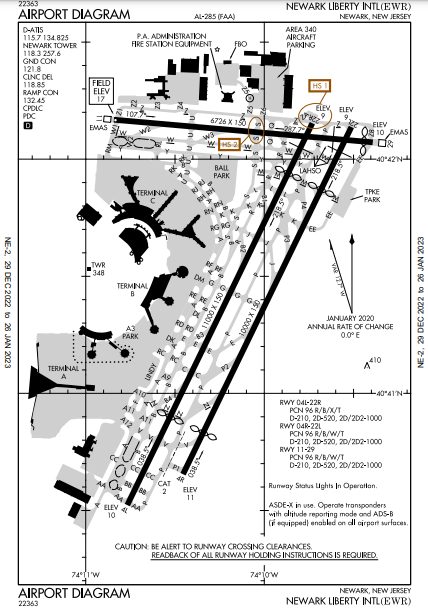
Flughafendiagramm

Der Newark Liberty International Airport erstreckt sich über eine Fläche von 820 Hektar.

### Start- und Landebahnen
Der Newark Liberty International Airport hat drei Start- und Landebahnen. Zwei verlaufen  parallel, die dritte ist als Querwindbahn angelegt. Die längste Start- und Landebahn trägt die Kennung 04L/22R und ist 3353 Meter lang, die parallele 04R/22L ist 3048 Meter lang. Die Querwindbahn 11/29 ist mit einer Länge von 2050 Metern die kürzeste. Alle Start- und Landebahnen sind 46 Meter breit. Die 04R/22L und 11/29 haben einen Belag aus Asphalt, während er bei der 04L/22R teilweise aus Asphalt und Beton besteht. Die parallelen Landebahnen sind mit Instrumentenlandesystemen ausgestattet. Zusätzlich verfügt der Flughafen über einen Hubschrauberlandeplatz.

### Passagierterminals
In Newark gibt es heute drei Terminals mit insgesamt 110 Flugsteigen. Die Terminals sind mit den Buchstaben A, B, und C gekennzeichnet. Diese sind wiederum in drei Gruppen von Concourses aufgeteilt, bei Terminal A: A1, A2 und A3, bei Terminal B: B1, B2, B3 und so weiter.

#### Terminal A
Das neue Terminal A wurde im Januar 2023 in Betrieb genommen, in der Bauphase wurde es noch als Terminal One bezeichnet. Das Terminal hat eine Größe von rund 92.903 Quadratmetern und verfügt über 33 Flugsteige, die Kapazität wird mit rund 14 Millionen Passagieren pro Jahr angegeben. Es wird von der Munich Airport NJ LLC betrieben, einer Tochtergesellschaft der Munich Airport US Holding LLC, welche wiederum zur Munich Airport International-Gruppe gehört. Das Terminal A wird von Air Canada, American Airlines, jetBlue Airways und United Express genutzt.

#### Terminal B
Im Januar 1996 eröffnete ein internationaler Ankunftsbereich in Terminal B. Terminal B wird von Aer Lingus, Air China, Air France, Air India, Air Premia, Alaska Airlines, Allegiant Air, Austrian Airlines, British Airways, Delta Air Lines, Egypt Air, El Al, Emirates, Ethiopian Airlines, French Bee, Icelandair, La Compagnie, LOT, Lufthansa, Porter Airlines, SAS Scandinavian Airlines, Singapore Airlines, Sun Country Airlines, Spirit Airlines, Swiss, TAP Air Portugal und Turkish Airlines genutzt, zusätzlich werden in dem Terminal internationale Ankünfte von jetBlue sowie einige internationale Ankünfte von United Airlines abgefertigt.

#### Terminal C
Das Terminal C wurde 1988 als Drehkreuz von Continental Airlines eröffnet. Eine umfangreiche Erweiterung wurde von Continental Airlines im Dezember 2001 abgeschlossen. Das Terminal C wird heute ausschließlich von United Airlines und United Express genutzt. In dem Terminal werden ebenfalls internationale Ankünfte von United Airlines abgefertigt.

### Ehemalige Terminals

#### Altes Terminal A
Der Bau des alten Terminal A begann im Oktober 1967 und wurde im August 1973 eröffnet, zuletzt verfügte es über 25 Flugsteige. Es wurde durch ein neues Terminal A ersetzt, welches im Januar 2023 eröffnet wurde. Da das alte Terminal A keine ausreichenden Kontrollen für die Einreise in die Vereinigten Staaten hatte, wurde es nur bei Inlandflügen und Flügen aus Kanada genutzt. Das Terminal A wurde zuletzt von Air Canada, American Airlines, Jetblue Airways und United Express genutzt.

### Frachtterminals
Die Frachtfluggesellschaften FedEx und UPS Airlines verfügen über eigene Frachtterminals im südlichen Teil des Newark Liberty International Airport. Die restlichen Fluggesellschaften nutzen vor allem Frachtterminals im Norden des Flughafengeländes.

### Sonstige Einrichtungen
Die Federal Aviation Administration betreibt einen 99 Meter hohen Kontrollturm, dieser wurde 2003 eröffnet.

## Fluggesellschaften und Ziele
Der Newark Liberty International Airport dient United Airlines als Drehkreuz. Daneben wird er von 30 weiteren Fluggesellschaften angeflogen.
Im deutschsprachigen Raum werden Berlin, Frankfurt, München, Wien und Zürich angeflogen.

## Verkehrszahlen
| Verkehrszahlen des Newark Liberty International Airport 1984–2022 | Verkehrszahlen des Newark Liberty International Airport 1984–2022 | Verkehrszahlen des Newark Liberty International Airport 1984–2022 | Verkehrszahlen des Newark Liberty International Airport 1984–2022 | Verkehrszahlen des Newark Liberty International Airport 1984–2022 | Verkehrszahlen des Newark Liberty International Airport 1984–2022 | Verkehrszahlen des Newark Liberty International Airport 1984–2022 |
| Jahr                                                              | Fluggastaufkommen                                                 | Fluggastaufkommen                                                 | Fluggastaufkommen                                                 | Luftfracht (Tonnen)                                               | Luftpost (Tonnen)                                                 | Flugbewegungen                                                    |
| Jahr                                                              | National                                                          | International                                                     | Gesamt                                                            | Luftfracht (Tonnen)                                               | Luftpost (Tonnen)                                                 | Flugbewegungen                                                    |
| ----------------------------------------------------------------- | ----------------------------------------------------------------- | ----------------------------------------------------------------- | ----------------------------------------------------------------- | ----------------------------------------------------------------- | ----------------------------------------------------------------- | ----------------------------------------------------------------- |
| 1949                                                              | –                                                                 | –                                                                 | 834.916                                                           | 36.808                                                            | 2.623                                                             | 93.463                                                            |
| 1960                                                              | –                                                                 | –                                                                 | 2.935.613                                                         | 52.901                                                            | 9.577                                                             | 163.378                                                           |
| 1970                                                              | –                                                                 | –                                                                 | 6.460.489                                                         | 142.701                                                           | 33.930                                                            | 204.595                                                           |
| 1980                                                              | –                                                                 | –                                                                 | 9.223.260                                                         | 97.220                                                            | 34.679                                                            | 196.781                                                           |
| 1984                                                              | 22.957.637                                                        | 696.526                                                           | 23.654.163                                                        | 206.818                                                           | 41.431                                                            | 345.171                                                           |
| 1985                                                              | 27.754.615                                                        | 821.971                                                           | 28.576.586                                                        | 248.674                                                           | 37.117                                                            | 379.738                                                           |
| 1986                                                              | 28.614.027                                                        | 819.019                                                           | 29.433.046                                                        | 269.035                                                           | 39.739                                                            | 400.126                                                           |
| 1987                                                              | 22.653.729                                                        | 821.525                                                           | 23.475.254                                                        | 295.223                                                           | 46.152                                                            | 367.927                                                           |
| 1988                                                              | 21.326.906                                                        | 1.168.662                                                         | 22.495.568                                                        | 408.078                                                           | 46.696                                                            | 370.331                                                           |
| 1989                                                              | 19.239.112                                                        | 1.688.834                                                         | 20.927.946                                                        | 400.462                                                           | 49.804                                                            | 365.106                                                           |
| 1990                                                              | 19.688.367                                                        | 2.566.635                                                         | 22.255.002                                                        | 449.426                                                           | 55.657                                                            | 379.653                                                           |
| 1991                                                              | 19.489.402                                                        | 2.786.007                                                         | 22.275.409                                                        | 473.882                                                           | 56.017                                                            | 378.775                                                           |
| 1992                                                              | 20.968.387                                                        | 3.315.861                                                         | 24.284.248                                                        | 523.448                                                           | 64.432                                                            | 411.092                                                           |
| 1993                                                              | 22.370.092                                                        | 3.439.321                                                         | 25.809.413                                                        | 634.413                                                           | 67.509                                                            | 438.491                                                           |
| 1994                                                              | 24.370.514                                                        | 3.649.470                                                         | 28.019.984                                                        | 791.699                                                           | 70.290                                                            | 436.686                                                           |
| 1995                                                              | 22.780.684                                                        | 3.845.547                                                         | 26.626.231                                                        | 869.463                                                           | 76.946                                                            | 420.546                                                           |
| 1996                                                              | 24.529.166                                                        | 4.588.298                                                         | 29.117.464                                                        | 885.327                                                           | 73.135                                                            | 451.075                                                           |
| 1997                                                              | 25.326.987                                                        | 5.618.870                                                         | 30.945.857                                                        | 970.275                                                           | 78.214                                                            | 462.889                                                           |
| 1998                                                              | 25.856.807                                                        | 6.719.067                                                         | 32.575.874                                                        | 974.899                                                           | 108.984                                                           | 455.833                                                           |
| 1999                                                              | 25.912.569                                                        | 7.710.117                                                         | 33.622.686                                                        | 983.987                                                           | 109.878                                                           | 457.974                                                           |
| 2000                                                              | 25.788.493                                                        | 8.400.208                                                         | 34.188.701                                                        | 971.032                                                           | 111.597                                                           | 450.289                                                           |
| 2001                                                              | 23.483.077                                                        | 7.617.245                                                         | 31.100.322                                                        | 833.435                                                           | 66.104                                                            | 439.269                                                           |
| 2002                                                              | 21.847.605                                                        | 7.372.941                                                         | 29.220.546                                                        | 825.331                                                           | 35.513                                                            | 405.813                                                           |
| 2003                                                              | 21.781.730                                                        | 7.667.840                                                         | 29.449.570                                                        | 885.045                                                           | 76.740                                                            | 406.863                                                           |
| 2004                                                              | 23.035.223                                                        | 8.857.926                                                         | 31.893.149                                                        | 902.881                                                           | 82.158                                                            | 437.437                                                           |
| 2005                                                              | 23.713.468                                                        | 9.365.563                                                         | 33.079.031                                                        | 868.723                                                           | 81.800                                                            | 436.241                                                           |
| 2006                                                              | 25.605.301                                                        | 10.029.247                                                        | 35.634.548                                                        | 878.634                                                           | 86.779                                                            | 445.256                                                           |
| 2007                                                              | 25.614.110                                                        | 10.753.100                                                        | 36.367.210                                                        | 865.051                                                           | 98.939                                                            | 435.930                                                           |
| 2008                                                              | 24.222.192                                                        | 11.138.544                                                        | 35.360.736                                                        | 788.752                                                           | 98.482                                                            | 434.050                                                           |
| 2009                                                              | 22.542.675                                                        | 10.817.448                                                        | 33.360.123                                                        | 691.203                                                           | 88.397                                                            | 411.821                                                           |
| 2010                                                              | 21.716.886                                                        | 11.477.304                                                        | 33.194.190                                                        | 781.059                                                           | 74.824                                                            | 409.320                                                           |
| 2011                                                              | 22.189.669                                                        | 11.507.823                                                        | 33.697.492                                                        | 736.943                                                           | 76.751                                                            | 410.024                                                           |
| 2012                                                              | 22.836.091                                                        | 11.147.344                                                        | 33.983.435                                                        | 673.945                                                           | 72.024                                                            | 414.116                                                           |
| 2013                                                              | 23.715.659                                                        | 11.299.399                                                        | 35.015.058                                                        | 601.604                                                           | 49.602                                                            | 413.721                                                           |
| 2014                                                              | 23.762.627                                                        | 11.781.130                                                        | 35.543.757                                                        | 604.709                                                           | 33.003                                                            | 396.909                                                           |
| 2015                                                              | 25.691.410                                                        | 11.805.317                                                        | 37.496.727                                                        | 639.759                                                           | 44.478                                                            | 413.814                                                           |
| 2016                                                              | 28.218.424                                                        | 12.344.869                                                        | 40.563.293                                                        | 677.459                                                           | 41.547                                                            | 435.907                                                           |
| 2017                                                              | 30.330.568                                                        | 12.888.553                                                        | 43.219.121                                                        | 746.240                                                           | 50.460                                                            | 438.547                                                           |
| 2018                                                              | 31.730.735                                                        | 14.128.785                                                        | 45.859.520                                                        | 769.439                                                           | 51.472                                                            | 453.377                                                           |
| 2019                                                              | 32.004.140                                                        | 14.384.897                                                        | 46.389.037                                                        | 748.669                                                           | 51.865                                                            | 446.714                                                           |
| 2020                                                              | 12.121.093                                                        | 3.771.799                                                         | 15.892.892                                                        | 630.806                                                           | 377.798                                                           | 211.460                                                           |
| 2021                                                              | 22.446.527                                                        | 6.603.025                                                         | 29.049.552                                                        | 717.984                                                           | 53.113                                                            | 286.388                                                           |
| 2022                                                              | 31.943.547                                                        | 11.621.707                                                        | 43.565.254                                                        | 679.988                                                           | 52.347                                                            | 401.422                                                           |

| Rangliste der Passagierfluggesellschaften (2022) | Rangliste der Passagierfluggesellschaften (2022) | Rangliste der Passagierfluggesellschaften (2022) | Rangliste der Passagierfluggesellschaften (2022) |
| Rang                                             | Fluggesellschaft                                 | Passagiere                                       | Anteil                                           |
| ------------------------------------------------ | ------------------------------------------------ | ------------------------------------------------ | ------------------------------------------------ |
| 1                                                | United Airlines                                  | 29.106.546                                       | 66,81 %                                          |
| 2                                                | jetBlue                                          | 2.771.141                                        | 6,36 %                                           |
| 3                                                | Spirit Airlines                                  | 2.523.385                                        | 5,79 %                                           |
| 4                                                | American Airlines                                | 2.429.812                                        | 5,58 %                                           |
| 5                                                | Delta Air Lines                                  | 1.584.864                                        | 3,64 %                                           |
| 6                                                | Alaska Airlines                                  | 1.051.037                                        | 2,41 %                                           |
| 7                                                | Air Canada                                       | 457.727                                          | 1,05 %                                           |
| 8                                                | SAS Scandinavian Airlines                        | 395.416                                          | 0,91 %                                           |
| 9                                                | Lufthansa                                        | 377.841                                          | 0,87 %                                           |
| 10                                               | Porter Airlines                                  | 342.718                                          | 0,79 %                                           |
| 11                                               | British Airways                                  | 289.910                                          | 0,67 %                                           |
| 12                                               | TAP Air Portugal                                 | 236.951                                          | 0,54 %                                           |
| 13                                               | Air India                                        | 211.160                                          | 0,48 %                                           |
| 14                                               | Allegiant Air                                    | 196.125                                          | 0,45 %                                           |
| 15                                               | El Al                                            | 191.958                                          | 0,44 %                                           |
| 16                                               | French Bee                                       | 173.876                                          | 0,40 %                                           |
| 17                                               | Emirates                                         | 167.302                                          | 0,38 %                                           |
| 18                                               | Turkish Airlines                                 | 156.787                                          | 0,36 %                                           |
| 19                                               | Austrian Airlines                                | 152.168                                          | 0,35 %                                           |
| 20                                               | Swiss                                            | 129.859                                          | 0,30 %                                           |
|                                                  | Andere                                           | 618.671                                          | 1,42 %                                           |

| Rangliste der Frachtfluggesellschaften (2022) | Rangliste der Frachtfluggesellschaften (2022) | Rangliste der Frachtfluggesellschaften (2022) | Rangliste der Frachtfluggesellschaften (2022) |
| Rang                                          | Fluggesellschaft                              | Fracht (Tonnen)                               | Anteil                                        |
| --------------------------------------------- | --------------------------------------------- | --------------------------------------------- | --------------------------------------------- |
| 1                                             | FedEx                                         | 277.843                                       | 40,86 %                                       |
| 2                                             | United Airlines                               | 175.552                                       | 25,82 %                                       |
| 3                                             | UPS Airlines                                  | 130.830                                       | 19,24 %                                       |
| 4                                             | SAS Scandinavian Airlines                     | 13.807                                        | 2,03 %                                        |
| 5                                             | 21 Air                                        | 9.918                                         | 1,46 %                                        |
| 6                                             | Lufthansa                                     | 9.032                                         | 1,33 %                                        |
| 7                                             | Kalitta Air                                   | 7.974                                         | 1,17 %                                        |
| 8                                             | Emirates                                      | 7.721                                         | 1,14 %                                        |
| 9                                             | British Airways                               | 6.632                                         | 0,98 %                                        |
| 10                                            | Swiss                                         | 6.632                                         | 0,98 %                                        |
| 11                                            | Atlas Air                                     | 4.066                                         | 0,60 %                                        |
| 12                                            | Turkish Airlines                              | 3.553                                         | 0,52 %                                        |
| 13                                            | Austrian Airlines                             | 2.873                                         | 0,42 %                                        |
| 14                                            | French Bee                                    | 2.751                                         | 0,40 %                                        |
| 15                                            | Polskie Linie Lotnicze LOT                    | 2.425                                         | 0,36 %                                        |
|                                               | Andere                                        | 18.380                                        | 2,70 %                                        |

### Verkehrsreichste Strecken
| Verkehrsreichste nationale Strecken ab Newark (2022) | Verkehrsreichste nationale Strecken ab Newark (2022) | Verkehrsreichste nationale Strecken ab Newark (2022) | Verkehrsreichste nationale Strecken ab Newark (2022) |
| Rang                                                 | Stadt                                                | Passagiere                                           | Fluggesellschaft                                     |
| ---------------------------------------------------- | ---------------------------------------------------- | ---------------------------------------------------- | ---------------------------------------------------- |
| 01                                                   | Orlando, Florida                                     | 978.750                                              | jetBlue, Spirit, United                              |
| 02                                                   | Los Angeles, Kalifornien                             | 918.350                                              | Alaska, Delta, jetBlue, Spirit, United               |
| 03                                                   | San Francisco, Kalifornien                           | 830.890                                              | Alaska, United                                       |
| 04                                                   | Fort Lauderdale, Florida                             | 782.940                                              | jetBlue, Spirit, United                              |
| 05                                                   | Chicago–O'Hare, Illinois                             | 732.580                                              | American, United                                     |
| 06                                                   | Atlanta, Georgia                                     | 711.520                                              | Delta, Spirit, United                                |
| 07                                                   | Miami, Florida                                       | 655.640                                              | American, jetBlue, Spirit, United                    |
| 08                                                   | Houston–Intercontinental, Texas                      | 578.000                                              | Spirit, United                                       |
| 09                                                   | Denver, Colorado                                     | 452.830                                              | United                                               |
| 10                                                   | Charlotte, North Carolina                            | 442.970                                              | American, United                                     |

## Zwischenfälle
- Am 11. August 1951 wurde mit einer Curtiss C-46F-1-CU Commando der US-amerikanischen All American Airways (Luftfahrzeugkennzeichen N3908B), gemietet von der USAF, auf dem Flughafen Newark der Start abgebrochen, weil die Richtungskontrolle verloren gegangen war. Das Flugzeug konnte nicht mehr vor dem Startbahnende zum Stillstand gebracht werden, überrollte es und kam in einem sumpfigen Gelände an einer gut einen Meter hohen Böschung zum Stillstand. Im Bereich des rechten Triebwerks brach ein Feuer aus, und das Flugzeug wurde irreparabel beschädigt. Alle 45 Insassen, vier Besatzungsmitglieder und 41 Passagiere, überlebten den Unfall.[25]

- Am 11. Februar 1952 stürzte eine Douglas DC-6 der US-amerikanischen National Airlines (N90891) nach dem Start vom Flughafen Newark in ein Wohnhaus in Elizabeth, New Jersey. Von den 63 Insassen starben 29, außerdem 4 Bewohner des Hauses. Ursachen waren eine selbsttätige Verstellung des Propellers Nummer 3 auf Umkehrschub, gefolgt vom fehlerhaften Abstellen des funktionierenden Triebwerks Nummer 4. Damit konnte die Höhe nicht gehalten werden; die Maschine stürzte in die Stadt.[26][27]

- Am 22. Januar 1953 stürzte eine Convair CV-240 der US-amerikanischen American Airlines (N94229) im Landeanflug auf den Flughafen Newark 5,5 Kilometer südöstlich des Flughafens auf die Stadt. Alle 23 Menschen an Bord starben, ebenso 7 Personen am Boden.[28]

- Am 30. Mai 1963 geriet an einer Convair CV-990 der US-amerikanischen American Airlines N5616 auf dem Flughafen Newark das Hilfstriebwerk (APU) in Brand. Das Flugzeug brannte aus. Personen kamen nicht zu Schaden. Es war der erste Totalverlust einer CV-990.[29]

- Am 2. November 1963 wurde eine Martin 2-0-2 der US-amerikanischen Allegheny Airlines (N177A) beim Rollen auf dem Flughafen Newark irreparabel beschädigt. Es gab keine Personenschäden.[30]

- Am 28. Juli 1966 fiel an einer Curtiss C-46A-45-CU Commando der US-amerikanischen Zantop Air Transport (N9905F) in 60 Metern Höhe nach dem Abheben vom Flughafen Newark das Triebwerk Nr. 1 (links) aus. Die Piloten versuchten noch, mit der überladenen Maschine zum Flugplatz zurückzukehren, mussten aber dann doch eine als Bauchlandung ausgeführte Notlandung auf einer Salzfläche machen. Dabei wurde das Flugzeug irreparabel beschädigt. Beide Piloten, die einzigen Insassen auf dem Frachtflug, überlebten den Unfall.[31]

- Am 18. April 1979 verlor ein Sikorsky S-61L der New York Airwys (N618PA) kurz nach dem Start vom Newark Liberty International Airport ein Blatt des Heckrotors. Zu diesem Zeitpunkt befand sich der Hubschrauber in einer Höhe von 1.200 Fuß (etwa 365 Meter). Die Piloten leiteten aufgrund der Unwucht einen Notsinkflug ein und entschieden, nach Newark zurückzukehren. Infolge der durch die Unwucht verursachten Vibrationen löste sich der Heckrotor in einer Flughöhe von 150 Fuß (etwa 45 Meter) vollständig vom Rumpf. Der Hubschrauber kippte daraufhin über die Nase ab und ging in einen steilen Sturzflug über. Beim Aufprall kamen drei Passagiere ums Leben, zehn weitere Fluggäste und drei Besatzungsmitglieder wurden schwer verletzt (siehe auch New-York-Airways-Flug 972 (1979)).[32]

- Am 5. November 1993 wurde eine Mitarbeiterin des Bodenpersonals auf dem Newark International Airport getötet, als sie in ein laufendes Propellerblatt einer Regionalmaschine des Typs Fairchild SA-227C Metro III der US-amerikanischen Northwest Airlink lief, die gerade für einen Abflug nach Boston abgefertigt wurde (siehe auch Northwest-Airlink-Flug 3724).